# ريتشارد باركر (سياسي)
ريتشارد باركر (بالإنجليزية: Richard Parker)‏ هو قاضي ومحامي وسياسي أمريكي، ولد في 22 ديسمبر 1810 في ريتشموند في الولايات المتحدة، وتوفي في 10 نوفمبر 1893 في وينشستر في الولايات المتحدة. حزبياً، نشط في الحزب الديمقراطي. وقد انتخب عضو مجلس نواب الولايات المتحدة عن ولاية فرجينيا وانتخب عضو مجلس النواب الأمريكي.